# Gordie Roberts
Gordie Douglas Roberts, född 2 oktober 1957, är en amerikansk före detta professionell ishockeyback som tillbringade 15 säsonger i den nordamerikanska ishockeyligan National Hockey League (NHL), där han spelade för Hartford Whalers, Minnesota North Stars, Philadelphia Flyers, St. Louis Blues, Pittsburgh Penguins och Boston Bruins. Han producerade 420 poäng (61 mål och 359 assists) samt drog på sig 1 582 utvisningsminuter på 1 097 grundspelsmatcher.
Roberts spelade också för New England Whalers i World Hockey Association (WHA); Peoria Rivermen, Chicago Wolves och Minnesota Moose i International Hockey League (IHL) samt Victoria Cougars i Western Canada Hockey League (WCHL).
Han draftades av Montreal Canadiens i tredje rundan i 1977 års draft som 54:e spelaren totalt.
Roberts vann Stanley Cup med Pittsburgh Penguins för säsongerna 1990–1991 och 1991–1992.
Efter spelarkarriären har han arbetat bland annat för Phoenix Coyotes och Montreal Canadiens.
Han är yngre bror till Doug Roberts och farbror till David Roberts, båda spelade i NHL under sina ishockeykarriärer.

## Statistik
| 1973–1974  | Detroit Jr. Red Wings | SOJHL      | 70   | 25 | 55  | 80  | 340  | —   | —  | —  | —  | —   |
| 1974–1975  | Victoria Cougars      | WCHL       | 53   | 19 | 45  | 64  | 145  | 12  | 1  | 9  | 10 | 42  |
| 1975–1976  | New England Whalers   | WHA        | 77   | 3  | 19  | 22  | 102  | 17  | 2  | 9  | 11 | 36  |
| 1976–1977  | New England Whalers   | WHA        | 77   | 13 | 33  | 46  | 169  | 5   | 2  | 2  | 4  | 6   |
| 1977–1978  | New England Whalers   | WHA        | 78   | 15 | 46  | 61  | 118  | 14  | 0  | 5  | 5  | 29  |
| 1978–1979  | New England Whalers   | WHA        | 79   | 11 | 46  | 57  | 113  | 10  | 0  | 4  | 4  | 10  |
| 1979–1980  | Hartford Whalers      | NHL        | 80   | 8  | 28  | 36  | 89   | 3   | 1  | 1  | 2  | 2   |
| 1980–1981  | Hartford Whalers      | NHL        | 27   | 2  | 11  | 13  | 81   | —   | —  | —  | —  | —   |
|            | Minnesota North Stars | NHL        | 50   | 6  | 31  | 37  | 94   | 19  | 1  | 5  | 6  | 17  |
| 1981–1982  | Minnesota North Stars | NHL        | 79   | 4  | 30  | 34  | 119  | 4   | 0  | 3  | 3  | 27  |
| 1982–1983  | Minnesota North Stars | NHL        | 80   | 3  | 41  | 44  | 103  | 9   | 1  | 5  | 6  | 14  |
| 1983–1984  | Minnesota North Stars | NHL        | 77   | 8  | 45  | 53  | 132  | 15  | 3  | 7  | 10 | 23  |
| 1984–1985  | Minnesota North Stars | NHL        | 78   | 6  | 36  | 42  | 112  | 9   | 1  | 6  | 7  | 6   |
| 1985–1986  | Minnesota North Stars | NHL        | 76   | 2  | 21  | 23  | 101  | 5   | 0  | 4  | 4  | 8   |
| 1986–1987  | Minnesota North Stars | NHL        | 67   | 3  | 10  | 13  | 68   | —   | —  | —  | —  | —   |
| 1987–1988  | Minnesota North Stars | NHL        | 48   | 1  | 10  | 11  | 103  | —   | —  | —  | —  | —   |
|            | Philadelphia Flyers   | NHL        | 11   | 1  | 2   | 3   | 15   | —   | —  | —  | —  | —   |
|            | St. Louis Blues       | NHL        | 11   | 1  | 3   | 4   | 25   | 10  | 1  | 2  | 3  | 33  |
| 1988–1989  | St. Louis Blues       | NHL        | 77   | 2  | 24  | 26  | 90   | 10  | 1  | 7  | 8  | 8   |
| 1989–1990  | St. Louis Blues       | NHL        | 75   | 3  | 14  | 17  | 140  | 10  | 0  | 2  | 2  | 26  |
| 1990–1991  | St. Louis Blues       | NHL        | 3    | 0  | 1   | 1   | 8    | —   | —  | —  | —  | —   |
|            | Peoria Rivermen       | IHL        | 6    | 0  | 8   | 8   | 4    | —   | —  | —  | —  | —   |
|            | Pittsburgh Penguins   | NHL        | 61   | 3  | 12  | 15  | 70   | 24  | 1  | 2  | 3  | 63  |
| 1991–1992  | Pittsburgh Penguins   | NHL        | 73   | 2  | 22  | 24  | 87   | 19  | 0  | 2  | 2  | 32  |
| 1992–1993  | Boston Bruins         | NHL        | 65   | 5  | 12  | 17  | 105  | 4   | 0  | 0  | 0  | 6   |
| 1993–1994  | Boston Bruins         | NHL        | 59   | 1  | 6   | 7   | 40   | 12  | 0  | 1  | 1  | 8   |
| 1994–1995  | Chicago Wolves        | IHL        | 68   | 6  | 22  | 28  | 80   | 3   | 0  | 0  | 0  | 4   |
| 1995–1996  | Minnesota Moose       | IHL        | 37   | 1  | 12  | 13  | 44   | —   | —  | —  | —  | —   |
| NHL totalt | NHL totalt            | NHL totalt | 1097 | 61 | 359 | 420 | 1582 | 153 | 10 | 47 | 57 | 273 |
| WHA totalt | WHA totalt            | WHA totalt | 311  | 42 | 144 | 186 | 502  | 46  | 4  | 20 | 24 | 81  |
| IHL totalt | IHL totalt            | IHL totalt | 111  | 7  | 42  | 49  | 128  | 3   | 0  | 0  | 0  | 4   |

### Internationellt
| Källa:        | Källa:        | Källa:        |         | Utv = Utvisningsminuter | Utv = Utvisningsminuter | Utv = Utvisningsminuter | Utv = Utvisningsminuter | Utv = Utvisningsminuter |
| År            | Lag           | Mästerskap    | Matcher | Mål                     | Assists                 | Poäng                   | Utv                     |                         |
| ------------- | ------------- | ------------- | ------- | ----------------------- | ----------------------- | ----------------------- | ----------------------- | ----------------------- |
| 1982          | USA           | VM            | 7       | 3                       | 4                       | 7                       | 12                      |                         |
| 1984          | USA           | CC            | 6       | 1                       | 0                       | 1                       | 6                       |                         |
| 1987          | USA           | VM            | 10      | 0                       | 1                       | 1                       | 33                      |                         |
| Senior totalt | Senior totalt | Senior totalt | 23      | 4                       | 5                       | 9                       | 51                      |                         |